# Renée Marceau
Pour les articles homonymes, voir Marceau.
Renée Marceau, née le 10 août 1913 à Dammarie-les-Lys (Seine-et-Marne) et morte à la fin des années 1990, probablement en Russie, est une militante communiste qui serait devenue agent des services secrets soviétiques à Moscou.

## Biographie

### Famille
Renée Marceau naît le 10 août 1913 à Dammarie-les-Lys (Seine-et-Marne).
Ses parents sont issus d'un milieu paysan. Sa mère, Georgette Frété, est sans profession tandis que son père, Robert Marceau, est plombier. Son père est militant communiste « très actif » et quitte la famille alors qu'elle est enfant.

### Formation
Renée Marceau étudie au lycée Racine à Paris.
Elle vit à Stains et fait des études de médecine au cours desquelles elle rejoint les jeunesses communistes. 

### Engagement militant

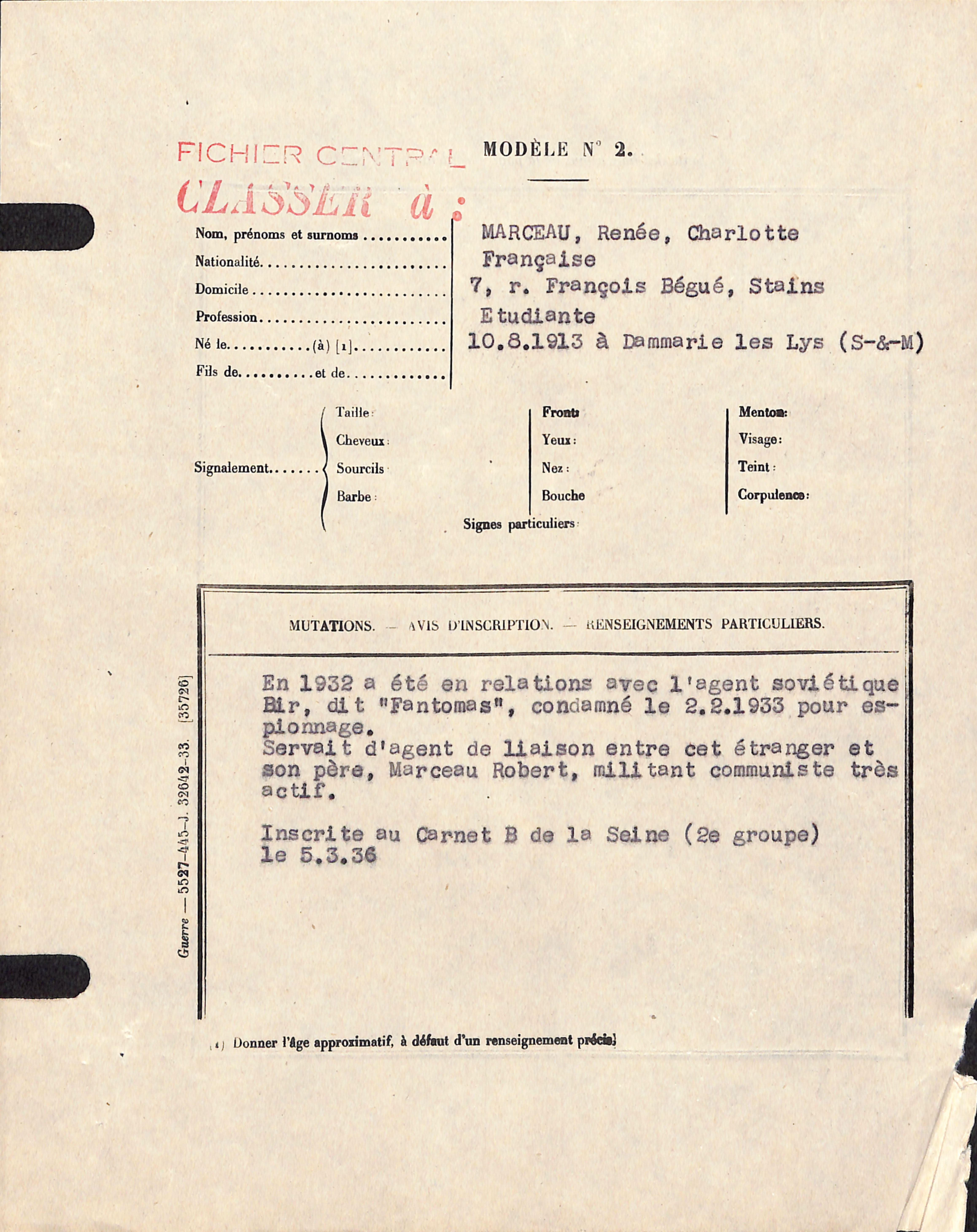
Dossier au nom de Renée Marceau dans le Fichier central de la Sûreté nationale (Archives nationales)

En 1932, Renée Marceau est accusée d'avoir été en relation avec un agent soviétique condamné pour espionnage l'année suivante.
Pour sa tentative d'elimination du général Franco en 1936, elle est décorée de l'ordre de Lénine.
Par la suite, elle est cardiologue à Moscou et redevient française le 20 mars 1992 dans les suites de la chute de l’URSS.

## Hommage
Ursula Kuczynski, espionne allemande, la cite dans ses mémoires,.